# Esplechin
Esplechin [epləʃɛ̃] (en picard Épèrchin) est une section de la ville belge de Tournai, située en Wallonie picarde et en Flandre romane dans la province de Hainaut.
C'était une commune à part entière avant la fusion des communes de 1977.

## Géographie
Outre le centre de l'agglomération, l'habitat y est réparti en plusieurs hameaux : Maraîche, Trédoine, Bruenne, Châtelet, Marlière, Trenchon, Cornuhaut et Quatrechin.
Le village est traversé par plusieurs cours d'eau (rieux) dont le principal est le rieu de Bachy, qui prend le nom de rieu de Barges après sa jonction avec le rieu de Maraîche.

## Évolution démographique
- Sources : INS, Rem. : 1831 jusqu'en 1970 = recensements, 1976 = nombre d'habitants au 31 décembre.

## Histoire
On ignore presque tout des origines de ce village avant le haut Moyen Âge. Cependant des fouilles menées après la Seconde Guerre mondiale avaient permis de mettre au jour des vestiges d'origine romaine, et plus récemment une hache de pierre polie et une fibule mérovingienne y furent découvertes.
Les premières mentions écrites de Spilcinium remontent à la fin du IXe siècle dans les archives de l'abbaye de Saint-Amand.
Les seigneurs d'Esplechin prirent d'abord le nom de leur seigneurie, mais ruinés, durent aux XIIe et XIIIe siècles s'en séparer par parties aux familles de Haudion (par alliance au XIIIe siècle), de Waudripont (par achat en 1315) et de Lyauwe. Esplechin passa ensuite aux Cottrel, aux de Lannoy par mariage en 1556, puis par héritage aux de Gand-Vilain, aux le Maistre par achat vers 1720 et enfin par héritage aux Rouvroy de Fournes avant que les révolutionnaires français n'appliquent en Belgique la suppression de l'ordre féodal.
La Trêve d'Esplechin-sur-Escaut y fut signée entre la France et l’Angleterre après la bataille de l’Écluse en 1340. Selon la tradition orale, ce serait en mémoire de cette trêve qu'un seigneur du lieu offrit à l'église l'aigle-lutrin qui s'y trouve toujours actuellement (XVe et XVIe siècles).

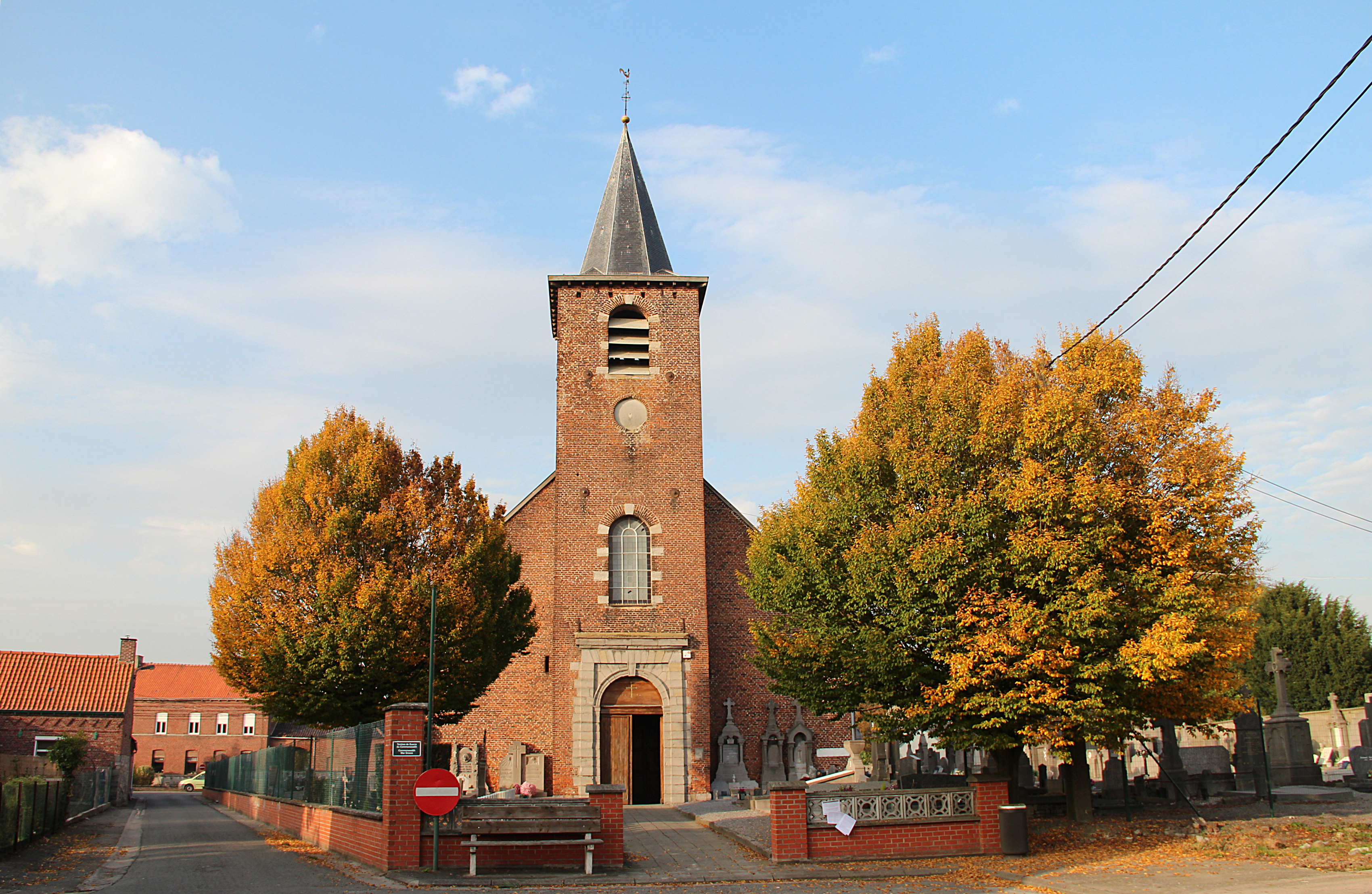
Église Saint-Martin.

La même source rappelle que cette église avait fortement souffert d'une tornade en 1786, et que des réfections étaient prévues. Mais les villageois, désireux de faire construire un édifice plus grand et moderne, se réunissaient la nuit afin d'abattre et faire tomber les parties qui avaient subsisté.
Les armoiries officielles de la commune furent adoptées en 1927 et se blasonnaient d'or à la croix ancrée de sable. Il s'agissait des armes de la famille le Maistre qui possédait le village au XVIIIe siècle.
En 1776, la seigneurie d'Esplechin est détenue par Joseph-Chrétien-Michel-Anaclet Le Maistre (1711-1748), écuyer. Joseph Le Maistre est seigneur d'Anstaing, Thérombecq, Gruson, La Hamayde, Esplechin, Le Brefay, le Colombier, fils de Michel, écuyer et de Marie-Joseph Redincq y Barba. Il nait à Séville le 13 juillet 1711, devient bourgeois de Lille le 19 janvier 1739, meurt à Lille le 22 janvier 1748. Il est enterré à Anstaing. Il se marie le 27 janvier 1738 avec Isabelle-Caroline (ou Charlotte) Jacops (1710-1785), dame de Willem (Willems?), Fresnoy, Robigeux, la haute Anglée, fille de Martin Jacops, seigneur d'Ascq, Rocques, Tereumbecque, bourgeois de Lille et de Marie-Albertine Diedeman. Elle nait à Lille en septembre 1710 (baptisée le 29 septembre 1710) et décède à Lille le 15 avril 1785 à 74 ans,.
Outre la seigneurie principale, la cité comportait plusieurs fiefs. Marie-Catherine Du Chambge (1629-1707) est dame de (les hommes sont seigneur de, les femmes dame de) plusieurs possessions situées sur plusieurs localités dont Esplechin : Lassus (sur Esplechin), Hollay (à Celles-Molembaix), du bois de Cavrines (à Rumes) , du Croquet (en Hainaut), de la Mairie (à Wattignies), etc. Fille de Philippe Du Chambge, licencié es lois, receveur du comte de Solre (maison de Croÿ) à Rumes, greffier des États des baililages de Tournai-Tournaisis, Mortagne, Saint-Amand, dépendances et appendances, et de sa seconde épouse Anne-Marie de Madre, elle est baptisée à Tournai le 9 octobre 1629 et meurt à Tournai, veuve et sans postérité le 27 janvier 1707. Par son testament, (qui va faire l'objet d'un procès qui va durer plus de 30 ans) du 25 janvier 1707, elle institue la fondation Hardy du Chambge et lègue ses possessions à différentes personnes. Le fief de Lassus est légué à Henri-Philippe Malotau, conseiller au bailliage de Tournai, bailli de Pétrieu ( à Béclers), mais il retourne rapidement à un frère de Marie-Catherine. Elle épouse à Tournai  le 4 juin 1651 Jean-François Hardy, conseiller du roi aux bailliages de Tournai-Tournaisis etc., baptisé à Tournai le 4 octobre 1621, fils de Nicolas et et de Jeanne de Jaurieu, 
Jean Du Chambge (1633-1705) est seigneur de Lassus (sur Esplechin donc), de Hollay (sur Celles-Molembaix), etc..Fils de Philippe, et frère de Marie-Catherine, il est baptisé à Tournai le 19 août 1633 et meurt à Tournai le 8 février 1705, inhumé dans l'église Saint-Quentin de Tournai. Licencié es lois, il devient greffier des États du bailliage de Tournai-Tournaisis en 1669, receveur des biens des comtes de Solre (maison de Croÿ) et de Thiant (maison de Merode), bailli général du chapitre de la cathédrale Notre-Dame de Tournai en 1696. 